# Philip Jalmelid
John Philip Jalmelid, född 13 mars 1982 i Ekeby på Gotland, är en svensk musikalartist, sångare och skådespelare.
Philip Jalmelid, som är uppvuxen på Gotland, vann den gotländska amatörtävlingen Tiljans Talanger 2003 med "Anthem" ur Chess. Nio år senare fick han spela rollen som Anatolij i samma musikal i uppsättningen på Göteborgsoperan.
Jalmelid är utbildad vid Kulturamas musikalutbildning i Stockholm och vid Teaterhögskolan i Göteborg 2006–2009.
Jalmelid har medverkat i Malmö Operas Jesus Christ Superstar 2008, Sunset Boulevard på Wermland Opera 2009, West Side Story på Norrlandsoperan 2010 och Hair på Stockholms stadsteater 2011 samt har gjort Marius i Les Misérables på Malmö Opera 2011, Anatolij i Chess på Göteborgsoperan 2012 och Chris i Miss Saigon på Malmö Opera 2013. 
Under 2014 medverkade Jalmelid som Maxim de Winter i Rebecca på Malmö Opera, The Russian i Chess in Concert (på engelska) på Dalhalla och Pasja Antipov (Strelnikov) i Doktor Zjivago på Malmö Opera. I Malmö Live Konserthus konsertversion av Kristina från Duvemåla spelade Jalmelid Karl-Oskar mot Sanna Nielsens Kristina hösten 2015 och 2016–17 spelade han rollen som Javert i Les Misérables på Wermland Opera.
År 2018–2020 spelade Jalmelid huvudrollen som Daniel i musikalen Så som i himmelen på Oscarsteatern i Stockholm. Föreställningen skulle våren 2020 ha flyttats till Göteborg, men detta blev inställt på grund av situationen med Covid-19.

## Priser och utmärkelser
- Sten A. Olssons kulturstipendium,  2014[12]

[Redigera Wikidata]

## Teater

### Roller (ej komplett)
| År   | Roll                       | Produktion                                                                 | Regi             | Teater                 |
| ---- | -------------------------- | -------------------------------------------------------------------------- | ---------------- | ---------------------- |
| 2008 | Jakob den äldre            | Jesus Christ Superstar Andrew Lloyd Webber och Tim Rice                    | Ronny Danielsson | Malmö Opera            |
| 2009 |                            | Sunset Boulevard Andrew Lloyd Webber Don Black och Christopher Hampton     | Ronny Danielsson | Wermland Opera         |
| 2010 | Tony                       | West Side Story Leonard Bernstein, Stephen Sondheim och Arthur Laurents    | Staffan Aspegren | Norrlandsoperan        |
| 2011 | Walter                     | Hair Gerome Ragni, James Rado och Galt MacDermot                           | Ronny Danielsson | Stockholms stadsteater |
| 2011 | Marius Pontmercy           | Les Misérables Claude-Michel Schönberg, Alain Boublil och Herbert Kretzmer | Ronny Danielsson | Malmö Opera            |
| 2012 | Anatolij                   | Chess Benny Andersson, Björn Ulvaeus och Tim Rice                          | Mira Bartov      | Göteborgsoperan        |
| 2013 | Chris                      | Miss Saigon Claude-Michel Schönberg, Alain Boublil och Richard Maltby jr   | Ronny Danielsson | Malmö Opera            |
| 2014 | Maxim de Winter            | Rebecca Michael Kunze och Sylvester Levay                                  | Åsa Melldahl     | Malmö Opera            |
| 2014 | Pasja Antipov (Strelnikov) | Doktor Zjivago Lucy Simon, Michael Korie och Michael Weller                | Ronny Danielsson | Malmö Opera            |
| 2016 | Javert                     | Les Misérables Claude-Michel Schönberg, Alain Boublil och Herbert Kretzmer | James Grieve     | Wermland Opera         |
| 2017 | Javert                     | Les Misérables Claude-Michel Schönberg, Alain Boublil och Herbert Kretzmer | James Grieve     | Kulturhuset Spira      |
| 2018 | Daniel                     | Så som i himmelen Fredrik Kempe, Kay Pollak och Carin Pollak               | Markus Virta     | Oscarsteatern          |
| 2025 | Charlie                    | Kinky Boots Harvey Fierstein och Cyndi Lauper                              | Ronny Danielsson | Uppsala stadsteater    |